# Manaster Dereżycki
Manaster Dereżycki (ukr. Монастир-Дережицький) – wieś na Ukrainie w rejonie drohobyckim należącym do obwodu lwowskiego.